# Beta tester
Un beta tester és, en argot informàtic, un usuari de programari en els que alguns aspectes del seu desenvolupament estan pendents d'acabar de dissenyar-se i comprovar-ne el seu funcionament òptim, però que encara no són completament estables. Els beta testers usen els seus coneixements informàtics i el seu temps per detectar errors en el programari i així poder informar d'aquests perquè els desenvolupadors els corregeixin o corregir-los ells mateixos. Algunes companyies els contracten per assegurar-se que els seus programes funcionaran el millor possible al mercat. Un altre tipus de beta testers són els que treballen desinteressadament oferint suport i ajut a la comunitat GNU.
Generalment el betatester comparteix una certa afinitat amb l'eina posada a prova en qüestió, d'allà l'entusiasme per provar-la, verificar noves funcionalitats i detectar anomalies darrere millorar el desenvolupament de l'eina en qüestió.